# Castillo de Moguer
Castillo de Moguer är ett slott i Spanien.   Det ligger i provinsen Provincia de Huelva och regionen Andalusien, i den sydvästra delen av landet, 400 km sydväst om huvudstaden Madrid. Castillo de Moguer ligger 53 meter över havet.
Terrängen runt Castillo de Moguer är platt. Runt Castillo de Moguer är det ganska glesbefolkat, med 47 invånare per kvadratkilometer. Närmaste större samhälle är Huelva, 8,9 km väster om Castillo de Moguer. Trakten runt Castillo de Moguer består till största delen av jordbruksmark.